# Annette Bjelkevik
Annette Bjelkevik (* 12. Mai 1978 in Arendal) ist eine ehemalige norwegische Eisschnellläuferin.

## Werdegang
Bjelkevik wurde im Jahr 1994 norwegische Juniorenmeisterin im Mehrkampf und kam bei den Juniorenweltmeisterschaften 1996 in Calgary auf den 30. Platz im Mini-Mehrkampf sowie bei den Juniorenweltmeisterschaften 1997 in Butte auf den 23. Rang im Mini-Mehrkampf. Erstmals am Eisschnelllauf-Weltcup nahm sie im November 1999 in Inzell teil, wobei sie in der B-Gruppe den 15. Platz über 1500 m errang. Dort lief sie bei der Sprintweltmeisterschaft 2001 auf den 27. Platz im Sprint-Mehrkampf und bei der Mehrkampfeuropameisterschaft 2002 in Erfurt auf den 21. Platz im Kleinen Vierkampf. In der Saison 2002/03 belegte sie bei der Mehrkampfeuropameisterschaft 2003 in Heerenveen den 15. Platz im Kleinen Vierkampf und bei den Einzelstreckenweltmeisterschaften 2003 in Berlin den 22. Rang über 1500 m. Im folgenden Jahr errang sie bei der Mehrkampfeuropameisterschaft in Heerenveen den 17. Platz im Kleinen Vierkampf und dort in der Saison 2004/05 bei der Mehrkampfeuropameisterschaft 2005 den 14. Platz im Kleinen Vierkampf, bei der Sprintweltmeisterschaft 2005 in Salt Lake City den 27. Rang im Sprint-Mehrkampf, bei der Mehrkampfweltmeisterschaft 2005 in Moskau den 16. Platz im Kleinen-Vierkampf sowie bei den Einzelstreckenweltmeisterschaften 2005 in Inzell den 21. Platz über 1000 m und den 14. Rang über 1500 m. In der folgenden Saison erreichte sie in Turin mit dem siebten Platz in der Teamverfolgung ihre beste Platzierung im Weltcup und kam bei der Mehrkampfeuropameisterschaft 2006 in Hamar auf den 14. Platz im Kleinen Vierkampf sowie bei der Mehrkampfweltmeisterschaft 2006 in Calgary auf den 18. Rang im Kleinen Vierkampf. Beim Saisonhöhepunkt, den Olympischen Winterspielen 2006 in Turin, belegte sie den 23. Platz über 3000 m, den 17. Rang über 1500 m und den siebten Platz in der Teamverfolgung. Ihren letzten Weltcup absolvierte sie im November 2006 in Heerenveen, welchen sie auf dem 26. Platz über 3000 m beendete.
Bjelkevik wurde fünfmal norwegische Meisterin über 1000 m (2000, 2001, 2003, 2005, 2006), viermal über 1500 m (2001, 2003–2005), zweimal über 500 m (2005, 2006) und jeweils einmal über 3000 m (2004), 5000 m (2004), im Kleinen-Vierkampf (2001) sowie im Sprint-Mehrkampf (2006). Ihre Schwester Hedvig Bjelkevik war ebenfalls als Eisschnellläuferin aktiv.

## Erfolge

### Olympische Spiele
- 2006 Turin: 7. Platz Teamverfolgung, 17. Platz 1500 m, 23. Platz 3000 m

### Einzelstrecken-Weltmeisterschaften
- 2003 Berlin: 22. Platz 1500 m
- 2005 Inzell: 14. Platz 1500 m, 21. Platz 1000 m

### Mehrkampf-Weltmeisterschaften
- 2005 Moskau: 16. Platz Kleiner-Vierkampf
- 2006 Calgary: 18. Platz Kleiner-Vierkampf

### Sprint-Weltmeisterschaften
- 2001 Inzell: 27. Platz Sprint-Mehrkampf
- 2005 Salt Lake City: 27. Platz Sprint-Mehrkampf

### Europameisterschaften
- 2002 Erfurt: 21. Platz Kleiner Vierkampf
- 2003 Heerenveen: 15. Platz Kleiner Vierkampf
- 2004 Heerenveen: 17. Platz Kleiner Vierkampf
- 2005 Heerenveen: 14. Platz Kleiner Vierkampf
- 2006 Hamar: 14. Platz Kleiner Vierkampf

## Persönliche Bestzeiten
| Disziplin | Zeit        | Datum             | Ort            |
| --------- | ----------- | ----------------- | -------------- |
| 500 m     | 40,00 s     | 12. Dezember 2003 | Salt Lake City |
| 1000 m    | 1:17,74 min | 22. Januar 2005   | Salt Lake City |
| 1500 m    | 1:58,57 min | 18. März 2006     | Calgary        |
| 3000 m    | 4:07,58 min | 18. November 2005 | Salt Lake City |
| 5000 m    | 7:30,73 min | 15. Januar 2006   | Hamar          |